# Rube Goldberg
Reuben Garrett Lucius „Rube” Goldberg (ur. 4 lipca 1883 w San Francisco, zm. 7 grudnia 1970 w Nowym Jorku) – amerykański rysownik, rzeźbiarz, pisarz, inżynier i wynalazca.
Zasłynął z serii popularnych rysunków przedstawiających złożone urządzenia wykonujące proste czynności, które na jego cześć nazwano maszynami Rube’a Goldberga. Był również założycielem i pierwszym przewodniczącym Narodowego Stowarzyszenia Rysowników. Od jego imienia wzięła nazwę nagroda Reuben Award przyznawana corocznie przez stowarzyszenie najlepszym rysownikom. On sam stał się inspiracją dla różnych międzynarodowych konkursów, w których zadaniem uczestników jest zbudowanie skomplikowanej maszyny wykonującej prostą czynność.

## Życiorys

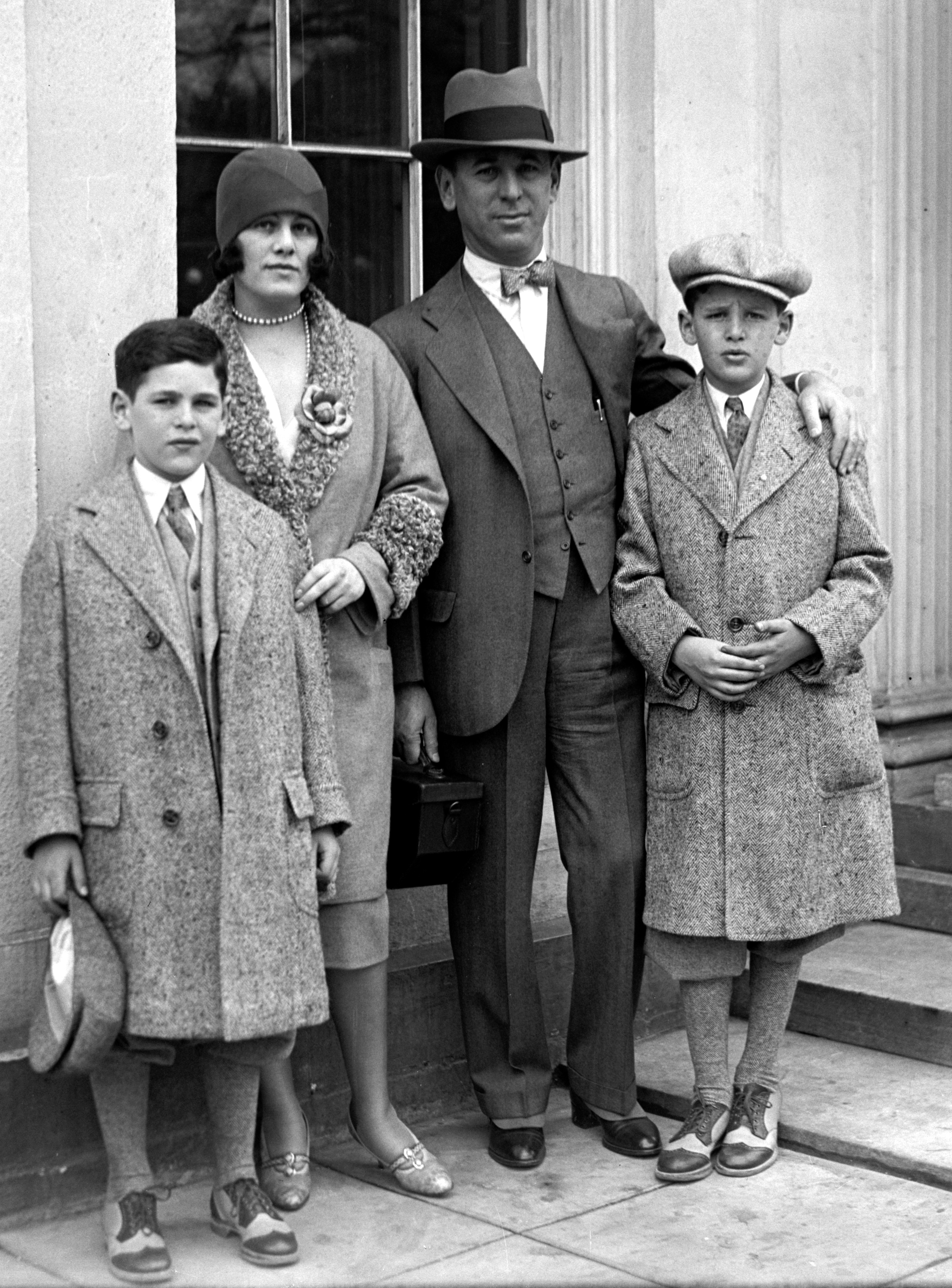
Rube Goldberg z rodziną (1929)

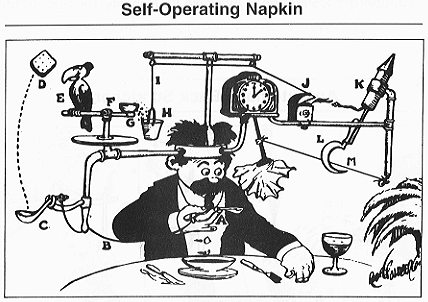
Jeden z rysunków Rube’a Goldberga przedstawiający profesora Lucifera Buttsa korzystającego z serwetki
Podczas podnoszenia łyżeczki (A) naciąga się linka (B), która ciągnie za trzonek łyżki (C), która podrzuca w powietrze krakersa (D), który w locie łapie papuga (E), co przechyla żerdkę (F) i sprawia, że nasiona (G) wysypują się do wiaderka (H), które pod wpływem dodatkowego obciążenia ciągnie w dół linkę (I), co otwiera i zapala zapalniczkę (J), która powoduje zapłon rakiety (K); ta wzlatując z sierpem (L) przecina sznurek (M), co uwalnia wahadło zegara, które zaczyna kołysać się wte i wewte, tym samym wycierając serwetką profesorowi brodę

Reuben Garrett Lucius Goldberg urodził się 4 lipca 1883 roku w San Francisco jako drugi z czworga dzieci Maxa i Hannah Goldbergów. Ojciec, który pracował jako policjant i komisarz straży, zachęcał syna, by zajął się inżynierią. Reuben skończył więc studia na Uniwersytecie Kalifornijskim w Berkeley w 1904 r. po czym został zatrudniony w miejskim wydziale wodno-kanalizacyjnym w San Francisco. Po sześciu miesiącach zrezygnował z posady i rozpoczął pracę jako goniec w San Francisco Chronicle. Tam zaczął przedstawiać swoje rysunki redaktorowi naczelnemu, który w końcu zgodził się je opublikować. Rok później przeniósł się do San Francisco Bulletin, gdzie pracował do 1907 r., kiedy to przeprowadził się do Nowego Jorku. Tam nadal zajmował się rysowaniem m.in. dla: New York Journal American|New York Evening Journal i New York Evening Mail. Wkrótce jego prace zaczęły zdobywać ogólnokrajową popularność. Tworzył też po kilka rysunkowych serii jednocześnie: Mike and Ike (They Look Alike), Boob McNutt, Foolish Questions, „Lala Palooza” i The Weekly Meeting of the Tuesday Women’s Club. Wśród postaci, które stworzył był też Profesor Lucifer Gorgonzola Butts, który korzystał z komicznie skomplikowanych „wynalazków”, nazwanych później imieniem Goldberga, choć on sam nigdy żadnego nie zbudował.
W 1916 r. poślubił Irmę Seeman, z którą mieszkał w Nowym Jorku. Para doczekał się dwóch synów: Thomasa i George’a. Podczas II wojny światowej z powodu swoich politycznych rysunków naraził się wielu osobom, dlatego ze względów bezpieczeństwa nakazał swoim synom zmienić nazwisko. Obaj wybrali George, żeby zachować rodzinną jedność.
W 1948 roku otrzymał nagrodę Pulitzera.
Goldberg zmarł w 1970 w wieku 87 lat, a jego żona Irma dwadzieścia lat później – 26 kwietnia 1990 r. w wieku 95 lat.

## Kulturowe dziedzictwo
Popularność rysunków Goldberga i jego niezwykłych maszyn sprawiła, że szybko znalazły one odbicie w kulturze. Wykorzystywano je w filmach, telewizji i grach komputerowych. W 1931 r. w słowniku wydawnictwa Merriam-Webster umieszczono słowa „Rube Goldberg” jako przymiotnik definiujący dokonanie czegoś prostego w złożony sposób.
W Wielkiej Brytanii odpowiednikiem Goldberga stał się ilustrator W. Heath Robinson, który z podobnym zaangażowaniem rysował dziwne maszyny działające na zasadzie reakcji łańcuchowej różnych elementów.